# Сету Лакшмі Баї
Пурадам Тірунал Сету Лакшмі Баї (1895—1985) — правителька південноіндійської держави Траванкор, регентка при малолітньому Чітірі Тіруналі Баларамі Вармі.

## Життєпис

### Регентство
Донька Керала Варми з Колатунаду та Аїл'ям Наль Махапрабхи (доньки художника Раві Варми та праонуки Говрі Лакшмі Баї). 1900 році офіційно прийнято до правлячої династії Траванкору. 1901 року виявилася старшої за лінією спадковості. У 1906 році вийшла заміж за Шрі Раму Варму з князівства Харіпад. проте шлюб фактично відбувся у 1910 році.
У 1924 році після смерті магараджі Вісакхам Тірунала Сету Лакшмі Баї було призначено регентшею-магарані при неповнолітньому магараджі Чітірі Тіруналі Баларамі Вармі. 1925 року під впливом зустрічі з Махатмою Ганді, регентша оголосила вільні дороги для усіх каст. Водночас було прийнятий закон стосовно сприяння та розвитку місцевого самоврядування у сільській місцевості у формі панчаят. Того ж року заборонено жертвопринесення тварин.
1926 року скасовано систему девадасі (остаточно припинило існування в Траванкорі у 1928 році). За нааказом регентши-магарані впроваджено посаду жіночого лікаря. Разом з тим запроваджено цензуру в газетах. 1928 році засновано Центральну дорожну раду, яка опікувалася будівництвом амтомобільних доріг. Значно збільшилися кошти, що виділялисяна освіту.
Водночас багато сил доклала на економічний розвиток Траванкору, завдяки чому до 1931 року доходи держави зросли до 25 млн рупій. У листопаді 1931 року передала правління Чітірі Тіруналі Баларамі Вармі.

### Подальша діяльність
Після завершення регентства відійшла від політичних справ, проте час від часу займалася громадською діяльністю, багато приділяла родині. Після здобуття Індією незалежності у 1947 році та ліквідації у 1949 році Сету лакшмі Баї займаласяпереважно майновими питаннями родини. У 1958 році з нею став серцевий напад. Тому вона перебралася до Бангалору, де мешкала її донька. Померла тут у 1985 році.